# Saints anniversaires jumeaux
Les saints anniversaires jumeaux font référence à deux jours saints successifs du calendrier bahá'í qui célèbrent la naissance de deux figures centrales de la foi bahá'íe. Les deux jours saints sont la naissance du Báb (20 octobre 1819), soit le premier jour de mouharram dans le calendrier islamique et la naissance de Baháʼu'lláh (deux ans avant, le 12 novembre 1817), le deuxième jour de mouharram,,.

## Observance
Ils sont observés le premier et le deuxième jour suivant l'apparition de la huitième nouvelle lune après Naw-Rúz, comme déterminé à l'avance par des tables astronomiques utilisant Téhéran comme point de référence. Cela se traduit par la variation des dates des saints anniversaires jumeaux, d'année en année, dans les mois de Mašiyyat, ʻIlm et Qudrat du calendrier bahá'í ; ou de la mi-octobre à la mi-novembre dans le calendrier grégorien.

### Anciennes traditions
Avant 2015 et une décision de la Maison Universelle de Justice, ces deux jours saints étaient observés les premier et deuxième jours de mouharram dans le calendrier lunaire islamique au Moyen-Orient. Dans d'autres pays, ces jours étaient observés selon le calendrier grégorien, le 20 octobre (pour la naissance du Báb) et 12 novembre (pour la naissance de Baháʼu'lláh). 

Depuis 2015, cette célébration des saints anniversaires jumeaux est devenue indépendante des calendriers islamique et grégorien, tout en reprenant et combinant ces deux traditions : deux jours saints qui se suivent (non pas séparés) et célébrés à la même saison correspondante aux naissances (et non pas en remontant continument les saisons).

### Célébrations particulières
À l'occasion des 200e anniversaires des naissances du Báb et de Baháʼu'lláh en 2017 et 2019, des célébrations spéciales ont été organisées dans le monde entier,. En octobre 2017, la Maison Universelle de Justice a envoyé une lettre à "tous ceux qui célèbrent la gloire de Dieu", sur le sens de la vie de Baháʼu'lláh et des activités baháʼíes actuelles, inspirée par le 200e anniversaire de sa naissance.

## Dates

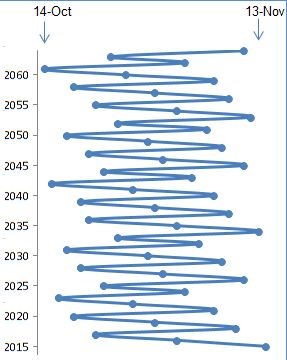
Graphique montrant les fluctuations de la huitième nouvelle lune après Naw-Rúz (nouvel an bahá'í) marquant la date des saints anniversaires jumeaux dans le calendrier bahá'í, entre 172 et 221 BE (2015-2065).

Les jours du calendrier badīʿ commencent au coucher du soleil. Dans le tableau suivant, la date bahá'íe doit être comprise comme commençant au coucher du soleil le jour précédant la première date grégorienne indiquée pour chaque année.
| Année bahá'íe | Dates (calendrier bahá'í) | Dates (calendrier grégorien) | Bicentenaires |
| ------------- | ------------------------- | ---------------------------- | --- |
| 174           | `Ilm 7, 8                 | 21–22 octobre 2017           | Bicentenaire de la naissance de Baháʼu'lláh (du coucher du soleil le vendredi 20 octobre au coucher du soleil le dimanche 22 octobre) |
| 175           | Qudrat 6, 7               | 9–10 novembre 2018           | |
| 176           | `Ilm 14, 15               | 29–30 octobre 2019           | Bicentenaire de la naissance du Báb (du coucher du soleil le lundi 28 octobre au coucher du soleil le mercredi 30 octobre)            |
| 177           | `Ilm 4, 5                 | 18–19 octobre 2020           | |
| 178           | Qudrat 4, 5               | 6–7 novembre 2021            | |
| 179           | `Ilm 11, 12               | 26–27 octobre 2022           | |
| 180           | `Ilm 1, 2                 | 16–17 octobre 2023           | |
| 181           | `Ilm 19, Qudrat 1         | 2–3 novembre 2024            | |
| 182           | `Ilm 8, 9                 | 22–23 octobre 2025           | |

## Signification
La notion de « manifestations jumelles de Dieu » est un concept fondamental de la croyance bahá'íe, décrivant la relation entre le Báb et Baháʼu'lláh. Les deux sont considérés comme des manifestations de Dieu à part entière, ayant chacun fondé des religions distinctes (le babisme et la foi bahá'íe) et révélé leurs propres écritures saintes. Pour les bahá'ís, cependant, les missions du Báb et de Bahá'u'lláh sont inextricablement liées : la mission du Báb était de préparer la voie à la venue de « celui que Dieu rendra manifeste », qui apparut finalement en la personne de Bahá'u'lláh. Pour cette raison, le Báb et Baháʼu'lláh sont vénérés comme des figures centrales de la foi baháʼíe. Un parallèle est fait entre Baháʼu'lláh et le Báb, comme entre Jésus et Jean le Baptiste.
Dans le Kitāb-i Aqdas, Baháʼu'lláh a écrit que son anniversaire et celui du Báb "sont considérés comme un seul aux yeux de Dieu".